# Streets (film)
Pour plus de détails, voir Fiche technique et Distribution.
Streets est un film américain réalisé par Katt Shea, sorti en 1990.

## Fiche technique
- Titre : Streets
- Réalisation : Katt Shea
- Scénario : Katt Shea et Andy Ruben
- Musique : Aaron Davis
- Production : Roger Corman et Andy Ruben
- Pays d'origine : États-Unis
- Genre : drame
- Date de sortie : 1990

## Distribution
- Christina Applegate : Dawn
- David Mendenhall : Sy
- Paul Ben-Victor : un officier
- Aron Eisenberg : Roach
- Kay Lenz : Sergent